# Sidi Ali Bourakba
Sidi Ali Bourakba (árabe سدي علي بورقبة) es una localidad y comuna rural en la provincia de Taza, en la región de Fez-Mequinez, Marruecos. Según el censo de 2014, tenía una población total de 8.083 personas.